# Tayavek Gallizzi
Tayavek Gallizzi, talvolta indicato come Gallizi (Santa Fe, 8 febbraio 1993), è un cestista argentino.

## Carriera
Con l'Argentina ha disputato i Giochi olimpici di Tokyo 2020, due edizioni dei Campionati mondiali (2014, 2019) e due dei Campionati americani (2015, 2017).

## Palmarès
- Campionato argentino: 1

IACC Cordoba: 2021-22
- Torneo Súper 20: 1

IACC Cordoba: 2021